# Cantón de Saint-Paul-de-Fenouillet
El cantón de Saint-Paul-de-Fenouillet era una división administrativa francesa, que estaba situada en el departamento de Pirineos Orientales y la región de Languedoc-Rosellón.

## Composición
El cantón estaba formado por once comunas:
- Ansignan
- Caudiès-de-Fenouillèdes
- Fenouillet
- Fosse
- Lesquerde
- Maury
- Prugnanes
- Saint-Arnac
- Saint-Martin-de-Fenouillet
- Saint-Paul-de-Fenouillet
- Vira

## Supresión del cantón de Saint-Paul-de-Fenouillet
En aplicación del Decreto n.º 2014-262 de 26 de febrero de 2014, el cantón de Saint-Paul-de-Fenouillet fue suprimido el 22 de marzo de 2015 y sus 11 comunas pasaron a formar parte del nuevo cantón de Valle del Agly.